# نمی‌تونی دختری رو به خاطر تلاشش سرزنش کنی (ترانه)
«نمی‌تونی دختری رو به خاطر تلاشش سرزنش کنی» (انگلیسی: Can't Blame a Girl for Trying) نخستین تک‌آهنگ خواننده آمریکایی، سابرینا کارپنتر از اولین آلبوم چندآهنگهٔ او با همین نام (۲۰۱۴) و همچنین نخستین قطعهٔ این آلبوم چندآهنگه است. این ترانه در اولین آلبوم استودیویی او، چشم‌ها کاملاً باز، نیز به عنوان دومین قطعه قرار دارد. این ترانه توسط برایان مالوف تولید و توسط مگان ترینور، آل اندرسون و کریس گل‌بودا نوشته شده است. این ترانه در ۱۴ مارس ۲۰۱۴ توسط هالیوود رکوردز به عنوان تک‌آهنگ آغازین این آلبوم چندآهنگه در آی‌تیونز منتشر شد و یک روز قبل از آن به‌طور اختصاصی از رادیو دیزنی پخش شد. «نمی‌تونی دختری رو به خاطر تلاشش سرزنش کنی» یک ترانهٔ فولک پاپ با تمپوی متوسط است که تحت تأثیر موسیقی پاپ و گیتار آکوستیک ساخته شده است. از نظر محتوایی، این ترانه دربارهٔ اشتباهات در عشق است و اینکه نباید کسانی که این اشتباهات را مرتکب می‌شوند سرزنش کرد. به گفتهٔ سابرینا کارپنتر، این آهنگ به خوبی احساسات یک دختر سیزده ساله و نوجوان را بیان می‌کند.
برای این ترانه یک موزیک ویدئو به کارگردانی کینگا بورزا ساخته شد که در ۲۸ مارس ۲۰۱۴ در کانال ویووی کارپنتر منتشر شد. این ترانه در سال ۲۰۱۵ جایزه «Best Crush Song» را از جوایز موسیقی رادیو دیزنی دریافت کرد.